# Edward Michalczyk
Edward Michalczyk (ur. 1940) – polski malarz i grafik.

## Życiorys
Ukończył studia w 1965 roku w krakowskiej Akademii Sztuk Pięknych, w pracowni prof. Adama Marczyńskiego.

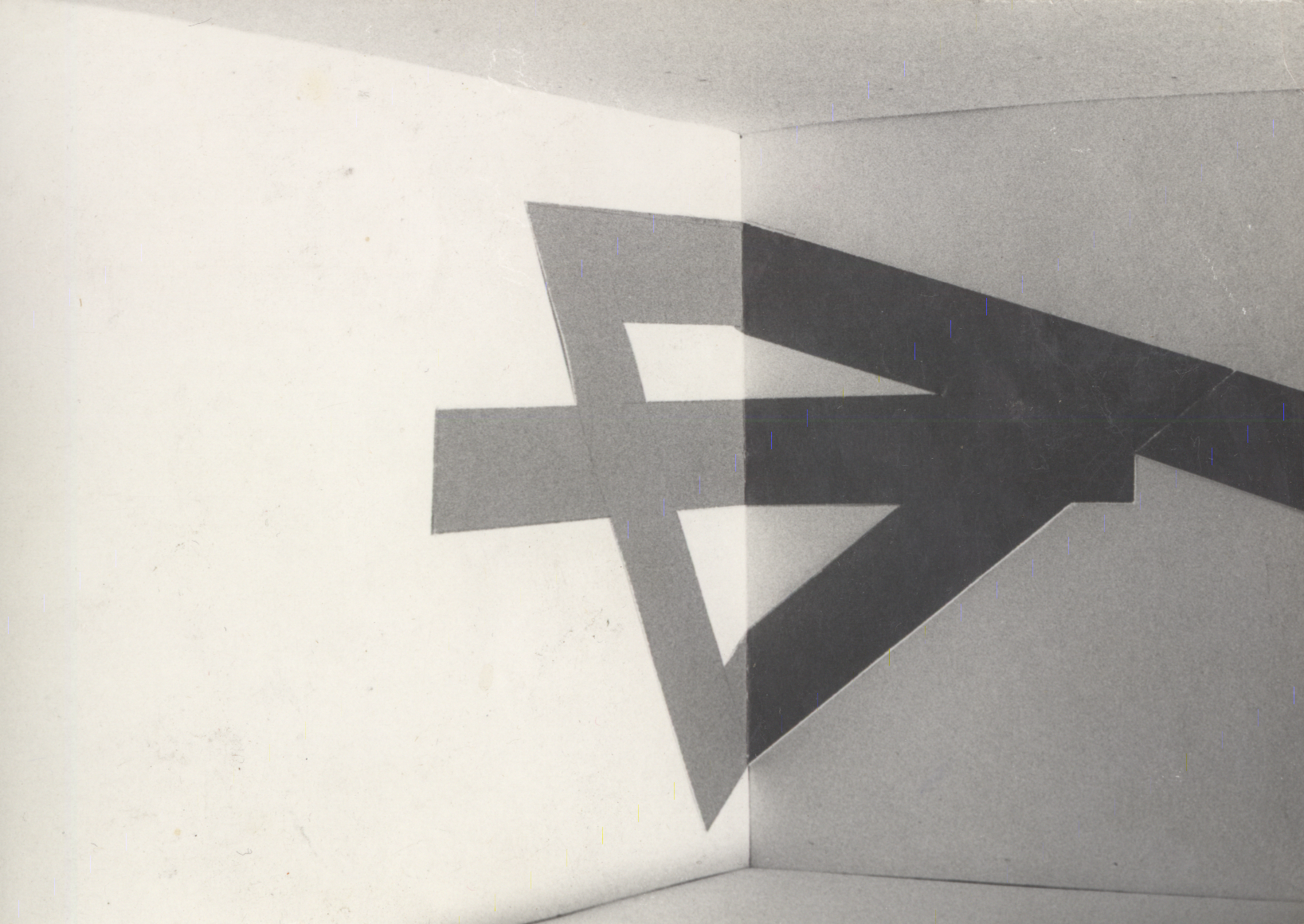
Edward Michalczyk - Kompozycja wielościenna

Już w czasie studiów dochodzi do konieczności odrzucenia pojęć estetyki tradycyjnej na rzecz nieustannej odkrywczości form i uproszczeń środków wyrazu. Po wielu realizacjach malarskich zaczyna tworzyć kompozycje o cechach formalnie zbliżonych do abstrakcji geometrycznej. Nawiązuje do tradycji zasad konstruktywizmu.
Zalążkiem kolejnego etapu twórczości stają się kompozycje wielościenne o bardzo zróżnicowanych układach dające ciekawy obraz doświadczeń dotyczących percepcji przestrzeni i płaszczyzny. Koncepcja użycia zderzających się białych ścian jako tło do rozwiązań przestrzennych form geometrycznych wytwarza nowe sytuacje plastyczne. Układy należące kompozycyjnie do jednego organizmu plastycznego dzięki układowi dwuściennemu wywołują szereg napięć między zderzającymi się ścianami.
W 1966 roku inicjuje pewien rodzaj plastyki, opartej na założeniach systemu O-R (Oglądającej Ręki) tj. plastyki przystosowanej do percepcji niewidomych. W latach 1976–77 realizuje kilka reliefów, których struktura oparta jest na doświadczanych różnicach termicznych powierzchni (np.: drewno, metal, itp.). Dzieła przeznaczone dla niewidomych zostają wystawione wraz z pracami artystów z 14 krajów w grudniu 1979 r. w galerii Zapiecek w Warszawie.
W latach 1969–1971 studiuje w PWSF TV w Łodzi na Wydziale Reżyserii Filmowej.
W latach 1973–1974 odbywa staż w kinematografii zawodowej w Zespole Filmowym "Silesia" u reż. Kazimierza Kutza
W roku 1978 współorganizuje wyprawę naukową studentów Architektury do Indii "Lothos 78" podczas której odbywa staż reporterski, realizując reportaż filmowy "Madras okiem przechodnia" uhonorowany w 1978 nagrodą Interpress-Film za zdjęcia.

## Wystawy

### Wybrane wystawy zbiorowe
- 1966 – III Festiwal Polskiego Malarstwa Współczesnego  (Szczecin)
- 1980 – X Festiwal Polskiego Malarstwa Współczesnego  (Szczecin)
- 1982 – XI Festiwal Polskiego Malarstwa Współczesnego  (Szczecin)
- 1984 – XII Festiwal Polskiego Malarstwa Współczesnego  (Szczecin)
- 1985 – Plastyka Ziem Zachodnich i Północnych w 40-lecie powrotu do Macierzy  (BWA, Olsztyn)
- 1993 – Szczecińska Sztuka Współczesna 1945 -1993 (Muzeum Narodowe Szczecin)
- 2010 – W 100-lecie abstrakcji (Muzeum Narodowe Gdańsk)
- 2011 – Poza obraz – z kolekcji sztuki współczesnej Muzeum Narodowego w Szczecinie (Muzeum Narodowe Szczecin)